# Žleb (Hanušovice)
Žleb (do roku 1949 Valteřice, německy Waltersdorf) je malá vesnice, část města Hanušovice v okrese Šumperk. Nachází se asi 3,5 km na severozápad od Hanušovic. V roce 2009 zde bylo evidováno 30 adres.
Žleb je také název katastrálního území o rozloze 6,21 km2.

## Historie

Členění Hanušovic

První písemná zmínka o obci pochází z roku 1325.
| Rok            | 1869 | 1880 | 1890 | 1900 | 1910 | 1921 | 1930 | 1950 | 1961 | 1970 | 1980 | 1991 | 2001 | 2011 | 2021 |
| -------------- | ---- | ---- | ---- | ---- | ---- | ---- | ---- | ---- | ---- | ---- | ---- | ---- | ---- | ---- | ---- |
| Počet obyvatel | 355  | 395  | 434  | 389  | 387  | 372  | 365  | 84   | 140  | 90   | 57   | 36   | 44   | 43   | 32   |

## Pamětihodnosti
- Boží muka
- Kaple Navštívení Panny Marie